# Miriam Casillas García
Miriam Casillas García (* 24. Juni 1992 in Badajoz) ist eine spanische Triathletin. Sie ist zweifache Staatsmeisterin im Triathlon (2014, 2016) wie auch auf der Duathlon-Kurzdistanz (2014) sowie dreifache Olympiastarterin (2016, 2020, 2024).

## Werdegang
Miriam Casillas García wurde 2011 Junioren-Weltmeisterin Cross-Triathlon.
Im April 2014 wurde sie Duathlon-Staatsmeisterin und im Mai in Pontevedra U23-Vizeweltmeisterin auf der Duathlon-Kurzdistanz. 2014 wurde sie auch Staatsmeisterin Triathlon und sie konnte sich 2016 diesen Titel ein zweites Mal sichern.

### Olympische Sommerspiele 2016
Miriam Casillas García ging bei den Olympischen Sommerspielen 2016 am 20. August für Spanien an den Start – zusammen mit Ainhoa Murúa und Carolina Routier und sie belegte in Rio de Janeiro als beste Spanierin den 43. Rang.

### Olympische Sommerspiele 2020
Bei den Olympischen Sommerspielen 2020 belegte sie im Juli 2021 in Tokio den 21. Rang.
Im August 2022 wurde sie in München Siebte bei der Europameisterschaft auf der Kurzdistanz.
Bei der Weltmeisterschafts-Rennserie 2022 belegte Miriam Casillas als beste Spanierin den zehnten Rang.

## Sportliche Erfolge
| Datum/Jahr    | Rang | Wettbewerb                                | Austragungsort | Zeit     | Bemerkung                                                                            |
| ------------- | ---- | ----------------------------------------- | -------------- | -------- | ------------------------------------------------------------------------------------ |
| 5. Aug. 2024  | 9    | Olympische Sommerspiele 2024, Mixed Relay | Paris          | 01:27:30 | in der gemischten Staffel mit Alberto González, Anna Godoy und Antonio Serrat Seoane |
| 6. Nov. 2022  | 7    | ITU World Championship Series 2022        | Bermuda        | 02:04:35 |                                                                                      |
| 12. Aug. 2022 | 7    | ETU Triathlon European Championship       | München        | 01:53:23 | Europameisterschaft auf der olympischen Distanz                                      |
| 27. Juli 2021 | 21   | Olympische Sommerspiele 2020              | Tokio          | 02:01:52 | Olympische Sommerspiele                                                              |
| 13. Sep. 2020 | 7    | ITU Triathlon World Cup                   | Karlovy Vary   | 02:08:34 | hinter Flora Duffy                                                                   |
| 21. Sep. 2019 | 2    | ITU Triathlon World Cup                   | Weihai         | 02:09:48 | Zweite hinter der Schweizerin Julie Derron                                           |
| 10. Nov. 2018 | 3    | ITU Triathlon World Cup                   | Miyazaki       | 02:01:54 | im letzten Weltcup-Rennen der Saison, hinter der US-Amerikanerin Summer Rappaport    |
| 20. Aug. 2016 | 43   | Olympische Sommerspiele 2016              | Rio de Janeiro | 02:05:32 |                                                                                      |
| 3. Sep. 2016  | 1    | ESP Triathlon National Championships      | Banyoles       | 01:59:16 | Spanische Meisterin Triathlon                                                        |
| 13. Sep. 2014 | 1    | ESP Triathlon National Championships      | Águilas        | 02:08:51 | Spanische Meisterin Triathlon                                                        |

| Datum/Jahr    | Rang | Wettbewerb                          | Austragungsort | Zeit     | Bemerkung                                          |
| ------------- | ---- | ----------------------------------- | -------------- | -------- | -------------------------------------------------- |
| 31. Mai 2014  | 2    | ITU Duathlon World Championship U23 | Pontevedra     | 02:06:50 | U23-Vizeweltmeisterin auf der Duathlon-Kurzdistanz |
| 6. Apr. 2014  | 1    | ESP Duathlon National Championships | Aviles         | 01:05:10 | Spanische Meisterin Duathlon                       |
| 22. Sep. 2012 | 4    | ITU Duathlon World Championship U23 | Nancy          | 02:00:23 |                                                    |

| Datum/Jahr    | Rang | Wettbewerb                                          | Austragungsort    | Zeit     | Bemerkung                              |
| ------------- | ---- | --------------------------------------------------- | ----------------- | -------- | -------------------------------------- |
| 30. Apr. 2017 | 3    | Xterra Greece                                       | Plastiras-Stausee |          |                                        |
| 30. Apr. 2011 | 1    | ITU Cross Triathlon World Championship Junior Women | Extremadura       | 01:01:47 | Junioren-Weltmeisterin Cross-Triathlon |

(DNF – Did Not Finish)